# Jacques Bonnaffé
Jacques Bonnaffé (ur. 22 czerwca 1958 w Douai, w Nord) – francuski aktor teatralny, filmowy i telewizyjny.

## Życiorys
Po ukończeniu Conservatoire de Lille (1977-1978), przyłączył się w roku 1979 do towarzystwa Salamandra działającego przy Atelier i występował w repertuarze klasycznym (Na dnie Maksima Gorkiego, Kupiec wenecki Szekspira), w reżyserii Christiana Rista (1983-1984).
Po raz pierwszy wystąpił na kinowym ekranie w 1980 roku w dramacie „Ten wiek bez współczucia” (Anthracite). Przełomem jego kariery filmowej był udział w melodramacie kryminalnym Jeana-Luca Godarda „Imię: Carmen” (Prénom Carmen, 1983), bardzo luźnej, współczesnej interpretacji XIX-wiecznej powieści Prospera Mériméego „Carmen” i słynnej opery Bizeta pod tym samym tytułem. Złotego Lwa na festiwalu filmowym w Wenecji w 1983 roku oraz Nagrodę Specjalną Jury za walory techniczne. Mimo tych nagród film nie został dobrze przyjęty przez francuskich krytyków. Bonnaffé zagrał rolę strażnika bankowego, zakochanego w tytułowej bohaterce należącej do gangu, i jest w tym filmie przedstawicielem dołów społecznych. Godard zrobił z niego żałosne popychadło, któremu wszyscy zarzucają, że „nie ma studiów”. Obija się o mur obojętności i lekceważenia, bez przerwy dopytując się czy dostanie jakąś rolę w filmie – w akcji przestępczej – w życiu Carmen.
Rola Bruna w melodramacie „Pokusa Isabelle” (La Tentation d’Isabelle, 1985) i postać Andrégo Graveya w filmie „Chrzest” (Baptême, 1989) przyniosły mu nominację do nagrody Césara. W jego dorobku filmowym znalazła się również rola górala Szymona w polsko-francuskim filmie wojennym „Dzieci wojny” (Les Enfants du vent, 1991). Dobre recenzje na Festiwalu Filmowym w Cannes roku 2001 zebrał melodramat komediowy „Kto wie” (Va savoirre, 2001), gdzie zagrał postać filozofującego trutnia, męża tancerki Sonii i byłego kochanka aktorki Cammille B., którego ta nie widziała od trzech lat. Wystąpił potem w pogłębionym psychologicznie kryminale „Pokutnica” (La Repentie, 2002) z Isabelle Adjani.
Niewątpliwy talent dramatyczny, połączony z aktorskim instynktem, otworzył mu drogę na scenę. Występował m.in. w teatrach: Colline (1999, 2003), Bastille (2001, 2004), National de Chaillot (2002, 2005), Ateliers (2006) i Rond Point w Paryżu (2006).

## Wybrana filmografia
- 2005: Leming (Lemming) jako Nicolas Chevalier
- 2002: Diabły (Les Diables) jako Doran
- 2002: Pokutnica (La Repentie) jako Joseph
- 2004: C’est l’été/Crustacés et coquillages jako Mathieu
- 2001: Kto wie? (Va savoir) jako Pierre
- 1999: Salon piękności (Vénus beauté (institut)) jako Jacques
- 1998: Jeanne i jej wspaniały chłopak (Jeanne et le garcon formidable) jako François
- 1995: Arthur Rimbaud – przygoda w Abisynii (Arthur Rimbaud – Une biographie, TV) jako Bardey
- 1995: Bracia Gravet (Freres Gravet) jako Jacques Gravet
- 1993: Darwin (Darwin, TV) jako narrator
- 1991: Le Gang des tractions (miniserial TV) jako Pierre Loutrel ‘Pierrot Le Fou’
- 1991: Dzieci wojny (Les Enfants du vent) jako Simon
- 1989: Chrzest (Baptême) jako André Gravey
- 1985: Pokusa Isabelle (La Tentation d’Isabelle) jako Bruno
- 1983: Imię: Carmen (Prénom Carmen) jako Joseph Bonnaffé